# Bajkalsk
Bajkalsk (russisk: Байка́льск, tr. Bajkálsk) er en by i Irkutsk oblast, Sibiriske føderale distrikt i Den Russiske Føderation omkring 80 kilometer syd for oblastens administrative center, Irkutsk. Byen har 13.199(2021) indbyggere og blev grundlagt i 1961 .

## Geografi
Bajkalsk ligger ved sydkysten af Bajkalsøen ved udmundingen af floden Solsan på den nordlige ende af bjergkæden Khamar-Daban. Byen ligger ved den Den transsibiriske jernbane, 5.346 kilometer fra Moskva.

## Historie
Tekst mangler, hjælp os med at skrive teksten

### Indbyggerudvikling
| År   | Indbyggertal |
| ---- | ------------ |
| 1959 | 1.200        |
| 1970 | 13.300       |
| 1979 | 15.500       |
| 1989 | 16.406       |
| 2002 | 15.727       |
| 2009 | 14.657       |

Note: Data fra folketællinger

## Seværdigheder
Syd for Bajkalsk ligger et alpint skisportsområde på det omkring 1.300 meter høje bjerg Sobolinaja (dvs. Zobelbjerget) med snedække normalt fra november til maj. Længere mod syd er bjergene Chamar-Daban på op til 2.100 meter. Bajkalsk er udgangspunkt for ture til bjergene.

## Klima
| Vejr for Bajkalsk       | Vejr for Bajkalsk | Vejr for Bajkalsk | Vejr for Bajkalsk | Vejr for Bajkalsk | Vejr for Bajkalsk | Vejr for Bajkalsk | Vejr for Bajkalsk | Vejr for Bajkalsk | Vejr for Bajkalsk | Vejr for Bajkalsk | Vejr for Bajkalsk | Vejr for Bajkalsk | Vejr for Bajkalsk |
|                         | Jan               | Feb               | Mar               | Apr               | Maj               | Jun               | Jul               | Aug               | Sep               | Okt               | Nov               | Dec               | År                |
| ----------------------- | ----------------- | ----------------- | ----------------- | ----------------- | ----------------- | ----------------- | ----------------- | ----------------- | ----------------- | ----------------- | ----------------- | ----------------- | ----------------- |
| Gennemsnitlig maks °C   | −5                | −3                | 1                 | 10                | 16                | 20                | 23                | 22                | 17                | 8                 | 3                 | −4                | 9                 |
| Gennemsnitlig min °C    | −21               | −20               | −13               | −2                | 4                 | 9                 | 12                | 11                | 6                 | −2                | −8                | −16               | −3                |
| Gennemsnitlig nedbør mm | 19                | 11                | 14                | 24                | 43                | 79                | 90                | 85                | 67                | 33                | 33                | 38                | 536               |
| Kilde: Yandex-vejr      |                   |                   |                   |                   |                   |                   |                   |                   |                   |                   |                   |                   |                   |